# Правна плавуша
Правна плавуша (енгл. Legally Blonde) амерички је филм из 2001. године заснован на истоименом роману Аманде Браун. Режисер филма је Роберт Лукетић, сценариста Карен Мекала Лац, са главним улогама које тумаче Рис Видерспун, Лук Вилсон, Селма Блер, Метју Дејвис, Виктор Гарбер и Џенифер Кулиџ. Филм говори причу Ел Вудс, девојке сестринства, која жели да врати свог бившег дечка тако што би добила степен Џурис Доктора.
Филм је изашао 13. јул 2001. године и примио је позитиван пријем од критичара. На Ротен томејтоуз, консензус критичара каже да „иако је материјал предвидљив и формулатичан, Рис Видерспунина забавна, нијансирана изведба чини овај филм бољим него што би било иначе”. Номинован је за Награду Златни глобус за Најбољи играни филм: мјузикл или комедију и рангиран на двадесет деветом месту на Браво листи 2007. године за „100 најсмешнијих филмова”. Видерспунова је освојила номинацију за Награду Златни глобус за Најбољу глумицу — филмски мјузикл или комедија и МТВ филмску награду за Најбољи женски перформанс.
Успех филма на биоскопским благајнама довео је до наставка из 2003. године, Правна плавуша 2 и ДВД спин-офа из 2009. године, Правне плавуше.
Током јуна 2018. године, Видерспунова је разговарала са Метро-Голдвин-Мејером како би направили трећи наставк филмске серије Правна плавуша. Поред тога што је поново преузела улогу Ел Вудс, Видерспунова враћа и Карен Мекала Лац и Кирстен Смит како би написале сценарио филма. МГМ је касније на Твитеру потврдио да ће Правна плавуша 3 изаћи 14. фебруара 2020. године.
Филм се сматра култним класиком.

## Радња
Ел Вудс је типична богаташица, која је одрастала на Бел Еру, преко пута Арона Спелинга. Она је чланица и председница сестринства под називом Делта Ну на Универзитету Калифорније у Лос Анђелесу. Пред своју матуру, Ел очекује од свог дечка Ворнера Хантингтона III, потенцијалног кандидата за упис на Харвардску правну школу, да је запроси. Међутим, уместо вереничког прстена, Ел добија одговор да није довољно озбиљна и да би могла да буде препрека у даљој Варнеровој политичкој будућности. Ел касније сазнаје да се Варнеров брат Путнам Бовс Хантингтон III жени студенткињом Јејл правне школе, Мафи Вокер Вандербилт. Сломљена, Ел схвата да је једини начин да поврати Варнерово срце, упис на Харвардску правну школу. Са резултатом од 179 поена на испиту и „убедљивим“ видео материјалом, Ел бива примљена на Харвард. На факултету, Ел сазнаје да је њен бивши дечко Варнер верен студенткињом права на истом факултету Вивијан Кенсингтон. Вивијан намерно позива Ел на забаву, говорећи јој да је то маскенбалска забава како би је понизила. Како јој је Ел поверовала, она долази обучена као Плејбој зечица. Разочарана Ел решава да се посвети студијама и убрзо постаје и најбољи студент у својој класи. Иако је и даље не схватају сви озбиљно, Емет Ричмонд, асистент професора Калахана, који је заљубљен у Ел, препознаје њен потенцијал. Она постаје веома добар пријатељ са њеном фризерком Полет, која се тек развела од мужа и сада уз Елину помоћ покушава да освоји срце достављача робе који је такође заинтересован за Полет. Осим тога Ел такође помаже Полет да добије старатељство на њеним псом који је код њеног бившег мужа.
Заједно са Ворнером и Вивијан, Ел добија посао као асистент и помагач у Калахановом тиму. Они су добили случај младе жене Брук Тејлор Виндхам, која је оптужена за убиство свог мужа. Игром случаја, Брук је оснивач калифорнијског сестринства и познати инструктор фитнеса. То су уједно и чињенице којима Ел оправдава невиност Брук Тејлор (јер се, по Елином мишљењу, вежбањем ствара ендорфин, хормон среће, а срећни људи не убијају своје мужеве). Њена пасторка и чистач базена Енрике Салваторе (који је чак тврдио да је био љубавник оптужене, али се касније испоставило да је хомосексуалац) тврде да су видели Брук како стоји изнад мртвог тела њеног мужа, умазана крвљу и са пиштољем у руци. 
Како је Брук одбила да открије Калахану алиби, Ел је посећује у затвору, где јој Брук признаје да је радила липосукцију и то баш у време када је њен муж био убијен. Забринута да би то могло да уништи њену репутацију као фитнес гуруа, она моли Ел да њен алиби остане тајна. Калахан притиска Ел да каже алиби, међутим Елина чврста одлука се супротставља свим наредбама. То, између осталог, импресионира Вивијан, која се полако приближава Ел, и њих две постају добре пријатељице. Вивијан јој чак признаје да се Варнер уписао на Харвард само зато што је његов отац повукао неке везе.
Како тече суђење, Ел има све више и више успеха, пре свега користећи своје знање из моде. Међутим, после једног суђења, професор Калахан има приватан разговор са Ел, где јој признаје да ју је узео за део свог тима само зато што га је физички привлачила. У једном тренутку Калахан чак покушава и да је додирне, што је нажалост случајно видела Вивијан и погрешно протумачила иако је Ел након тога бурно реаговала. Мислећи да је баш нико не узима за озбиљно, решава да се врати у Калифорнију. Емет покушава да је охрабри, али Елин дух је сломљен и она одлази у салон код Полет да се поздрави са њом. У салону, игром случајности, Ел среће једну од професорки на Харварду, професорку Стромвел, која је охрабрује говорећи јој: „Ако дозволиш да једна глупа свиња упропасти твој живот, ниси девојка за коју сам те сматрала да јеси“).Како јој се самопоуздање вратило, Ел решава да се врати у судницу. Брук отпушта Калахана и проглашава Ел за свог новог адвоката (заједно са Еметом који је њен надређени).
Током унакрсног испитивања, ћерка жртве Чатни Виндхам тврди да је била под тушем за време убиства, али Ел захваљујући свом модном знању закључује да се Чатни није могла туширати бар 24 сата, јер је пре тога стављала „трајну“, јер би то уништило њене локне, што значи да је она морала чути пуцањ. На крају Чатни кроз сузе признаје да је она убила свог оца, а Брук бива ослобођена свих оптужби. 
Крај филма приказује Елино дипломирање, као почасни говорник и ђак генерације са препоруком за једну од најпрестижнијих адвокатских фирми. Елина најбоља пријатељица је сада Вивијан која је је раскинула своју веридбу са Варнером, који је дипломирао без почасти и понуда за посао. Полет и достављач су венчани и очекују своје прво дете, које ће назвати Ел. Емет и Ел се забављају већ две године и он планира да запроси Ел на вече након њеног дипломирања.